# Andrej Hunko
Andrej Hunko (München, 1963. szeptember 29. –) német politikus. A baloldal aacheni parlamenti képviselője. Aachenben nőtt föl, 1983-ban érettségizett a Kaiser-Karls-Gymnasiumban. 1985 és 1991 között Freiburg im Breisgauban folytatott orvosi tanulmányokat, de diplomát nem szerzett.